# Saison 2015-2016 de l'ASM Clermont Auvergne
Cette page présente la saison 2015-2016 de l'ASM Clermont Auvergne en Top 14 et en Coupe d'Europe.

## Entraîneurs
- Jean-Marc Lhermet Directeur sportif
- Neil McIlroy Manager
- Franck Azéma entraineur principal
- Jono Gibbes entraineur des avants
- Didier Bès

## La saison
Budget
Avec un budget de 29,20 millions d'euros, celui-ci est le 2e plus gros budget du Top 14.

## Calendrier et résultats[1]

### Matchs amicaux
- RC Toulon - ASM Clermont : 26-0
- ASM Clermont -  Glasgow Warriors  : 28-10

### Top 14
| - Stade rochelais - ASM Clermont : 6-44 - US Oyonnax - ASM Clermont : 24-41 - ASM Clermont - Section paloise : 35-10 - ASM Clermont - Union Bordeaux Bègles : 26-26 - ASM Clermont - FC Grenoble : 25-6 - Montpellier HR - ASM Clermont : 24-19 - ASM Clermont - Castres olympique : 42-13 - Stade français - ASM Clermont : 14-9 - ASM Clermont - RC Toulon : 9 - 35 - CA Brive - ASM Clermont : 21-26 - ASM Clermont - Stade toulousain : 32-23 - SU Agen - ASM Clermont : 16-33 - ASM Clermont - Racing 92 : 16 - 20 | - ASM Clermont - Stade rochelais : 57-8 - ASM Clermont - US Oyonnax : 44-16 - Section paloise - ASM Clermont : 10-16 - Union Bordeaux Bègles - ASM Clermont : 19-24 - FC Grenoble - ASM Clermont : 12-45 - ASM Clermont - Montpellier HR : 15 - 19 - Castres olympique - ASM Clermont : 17-28 - ASM Clermont - Stade français : 36-10 - RC Toulon - ASM Clermont : 18-19 - ASM Clermont - CA Brive : 25-6 - Stade toulousain - ASM Clermont : 22-11 - ASM Clermont - SU Agen : 38-10 - Racing 92 - ASM Clermont : 26-20 |

| Rang | Club                   | J  | V  | N | D  | Em | Ee | Bo | Bd | Pm  | Pe  | Diff | Pts |
| ---- | ---------------------- | -- | -- | - | -- | -- | -- | -- | -- | --- | --- | ---- | --- |
| 1    | ASM Clermont           | 26 | 18 | 1 | 7  | 75 | 31 | 10 | 4  | 735 | 431 | +304 | 88  |
| 2    | RC Toulon              | 26 | 16 | 0 | 10 | 89 | 35 | 11 | 7  | 764 | 446 | +318 | 82  |
| 3    | Montpellier HR         | 26 | 18 | 0 | 8  | 68 | 49 | 7  | 2  | 723 | 569 | +154 | 81  |
| 4    | Racing 92              | 26 | 18 | 1 | 7  | 62 | 36 | 5  | 2  | 614 | 522 | +92  | 81  |
| 5    | Stade toulousain       | 26 | 16 | 2 | 8  | 76 | 33 | 7  | 4  | 680 | 393 | +287 | 79  |
| 6    | Castres olympique      | 26 | 15 | 0 | 11 | 67 | 35 | 6  | 5  | 650 | 496 | +154 | 71  |
| 7    | Union Bordeaux Bègles  | 26 | 14 | 2 | 10 | 44 | 45 | 3  | 4  | 552 | 503 | +49  | 67  |
| 8    | CA Brive               | 26 | 13 | 1 | 12 | 42 | 48 | 4  | 4  | 540 | 544 | -4   | 62  |
| 9    | Stade rochelais        | 26 | 11 | 0 | 15 | 49 | 60 | 4  | 6  | 553 | 656 | -103 | 54  |
| 10   | FC Grenoble            | 26 | 10 | 0 | 16 | 58 | 90 | 4  | 3  | 605 | 779 | -174 | 47  |
| 11   | Section paloise P      | 26 | 10 | 1 | 15 | 30 | 73 | 1  | 3  | 420 | 675 | -255 | 46  |
| 12   | Stade français Paris T | 26 | 9  | 0 | 17 | 44 | 60 | 2  | 3  | 543 | 631 | -88  | 41  |
| 13   | SU Agen P              | 26 | 5  | 0 | 21 | 47 | 99 | 1  | 5  | 531 | 846 | -315 | 26  |
| 14   | Oyonnax Rugby          | 26 | 5  | 0 | 21 | 37 | 92 | 2  | 2  | 429 | 847 | -418 | 24  |

### Phases finales

#### Demi-finales
Ayant terminé 1er de la phase régulière, l'ASM Clermont est qualifié directement pour les demi-finales. 

Opposé au Racing 92, qui a terminé 4e de la phase régulière et qui a disposé du Stade toulousain lors du match de barrage, l'ASM Clermont Auvergne est éliminée de la compétition par son adversaire par 34 à 33 .
| 17 juin 2016 20h45 | ASM Clermont | 33–34 a. p. (11–16) | Racing 92 | Roazhon Park, Rennes 29 013 spectateurs Arbitre : Alexandre Ruiz |
| 17 juin 2016 20h45 | Essai(s) : Lee (40e), Fofana (62e) Transformation(s) : Lopez (62e) Pénalité(s) : Parra (33e), Lopez (43e, 46e, 53e), Spedding (87e), James (92e) Drop(s) : Lopez (4e) |                     | Essai(s) : Goosen (27e), Rokocoko (47e), Imhoff (98e) Transformation(s) : Goosen (50e), Carter (98e) Pénalité(s) : Carter (11e, 22e, 25e, 58e) | Roazhon Park, Rennes 29 013 spectateurs Arbitre : Alexandre Ruiz |
| 17 juin 2016 20h45 | |                     | | Roazhon Park, Rennes 29 013 spectateurs Arbitre : Alexandre Ruiz |

### Coupe d'Europe
Dans la Coupe d'Europe l'ASM Clermont fait partie de la poule 2 et sera opposé aux Anglais des Exeter Chiefs, aux Gallois d'Ospreys et aux Français de l'Union Bordeaux Bègles.
| - Union Bordeaux Bègles - ASM Clermont : 10-28 - ASM Clermont - Ospreys : 34-29 - Exeter Chiefs - ASM Clermont : 31-14 | - ASM Clermont - Union Bordeaux Bègles : 28-37 - Ospreys - ASM Clermont : 21-13 - ASM Clermont - Exeter Chiefs : 42-10 |

Avec 3 victoires et 3 défaites, l'ASM Clermont termine 4e de la poule 2 et n'est pas qualifié.

| Rang | Équipe                | J | V | N | D | Em | Ee | Bo | Bd | Pm  | Pe  | Diff | Pts |
| ---- | --------------------- | - | - | - | - | -- | -- | -- | -- | --- | --- | ---- | --- |
| 1    | Exeter Chiefs         | 6 | 3 | 0 | 3 | 18 | 18 | 3  | 1  | 148 | 151 | -3   | 16  |
| 2    | Union Bordeaux Bègles | 6 | 3 | 0 | 3 | 18 | 19 | 3  | 1  | 149 | 163 | -14  | 16  |
| 3    | Ospreys               | 6 | 3 | 0 | 3 | 12 | 16 | 2  | 2  | 138 | 142 | -4   | 16  |
| 4    | ASM Clermont          | 6 | 3 | 0 | 3 | 19 | 14 | 3  | 0  | 159 | 138 | +21  | 15  |

## Effectif 2015-2016

### Joueurs
| Nom                                              | Poste            | Naissance         | Nationalité sportive | International | Dernier club          | Arrivée club |
| ------------------------------------------------ | ---------------- | ----------------- | -------------------- | ------------- | --------------------- | ------------ |
| Benjamin Kayser                                  | Talonneur        | 26 juillet 1984   | France               |               | Castres olympique     | 2011         |
| Ti'i Paulo                                       | Talonneur        | 13 janvier 1983   | Samoa                |               | Crusaders             | 2010         |
| John Ulugia                                      | Talonneur        | 17 janvier 1986   | Australie            |               | US bressane           | 2014         |
| Marthinus Riaan Stefanus van der Westhuizen (en) | Talonneur        | 3 février 1984    | Afrique du Sud       | -             | Colomiers rugby       | 2015         |
| Vincent Debaty                                   | Pilier           | 2 octobre 1981    | France               |               | SU Agen               | 2007         |
| Thomas Domingo                                   | Pilier           | 20 août 1985      | France               |               | Formé au club         | 2004         |
| Raphaël Chaume                                   | Pilier           | 24 avril 1989     | France               |               | Pays d'Aix rugby club | 2008         |
| Clément Ric                                      | Pilier           | 18 juillet 1988   | France               |               | Formé au club         | 2008         |
| Daniel Kotze                                     | Pilier           | 28 mars 1987      | France               |               | Stade aurillacois     | 2011         |
| Davit Zirakashvili                               | Pilier           | 20 septembre 1983 | Géorgie              |               | RC Aubenas            | 2004         |
| Jamie Cudmore                                    | Deuxième ligne   | 6 septembre 1978  | Canada               |               | FC Grenoble           | 2005         |
| Loïc Jacquet                                     | Deuxième ligne   | 31 mars 1985      | France               |               | Formé au club         | 2004         |
| Paul Jedrasiak                                   | Deuxième ligne   | 6 février 1993    | France               |               | Formé au club         | 2013         |
| Sébastien Vahaamahina                            | Deuxième ligne   | 21 octobre 1991   | France               |               | USA Perpignan         | 2014         |
| Damien Chouly                                    | Troisième ligne  | 27 novembre 1985  | France               |               | USA Perpignan         | 2012         |
| Camille Gérondeau                                | Troisième ligne  | 12 mars 1988      | France               |               | Racing 92             | 2015         |
| Julien Bardy                                     | Troisième ligne  | 3 avril 1986      | Portugal             |               | Formé au club         | 2009         |
| Alexandre Lapandry                               | Troisième ligne  | 13 avril 1989     | France               |               | Formé au club         | 2008         |
| Viktor Kolelishvili                              | Troisième ligne  | 9 octobre 1989    | Géorgie              |               | Lyon OU               | 2014         |
| Fritz Lee                                        | Troisième ligne  | 29 août 1988      | Samoa                |               | Chiefs                | 2013         |
| Morgan Parra                                     | Demi de mêlée    | 15 novembre 1988  | France               |               | CS Bourgoin-Jallieu   | 2009         |
| Ludovic Radosavljevic                            | Demi de mêlée    | 17 août 1989      | France               |               | Formé au club         | 2008         |
| Patricio Fernandez                               | Demi d'ouverture | 10 novembre 1994  | Argentine            |               | Jockey Club Rosario   | 2015         |
| Brock James                                      | Demi d'ouverture | 22 octobre 1981   | Australie            |               | Western Force         | 2006         |
| Camille Lopez                                    | Demi d'ouverture | 3 avril 1989      | France               |               | USA Perpignan         | 2014         |
| Benson Stanley                                   | Centre           | 11 novembre 1984  | Nouvelle-Zélande     |               | Blues                 | 2012         |
| Albert Vulivuli                                  | Centre           | 26 mai 1985       | Fidji                |               | Montpellier HR        | 2015         |
| Jonathan Davies                                  | Centre           | 5 octobre 1988    | Pays de Galles       |               | Llanelli Scarlets     | 2014         |
| Aurélien Rougerie                                | Centre           | 26 septembre 1980 | France               |               | Formé au club         | 2001         |
| Noa Nakaitaci                                    | Centre           | 11 juillet 1990   | France               |               | Formé au club         | 2010         |
| Wesley Fofana                                    | Centre           | 20 janvier 1988   | France               |               | Formé au club         | 2008         |
| Adrien Planté                                    | Ailier           | 21 avril 1985     | France               |               | Racing 92             | 2015         |
| Hosea Gear                                       | Ailier           | 16 mars 1984      | Nouvelle-Zélande     |               | Chiefs                | 2015         |
| Alivereti Raka                                   | Ailier           | 9 décembre 1994   | Fidji                |               | Formé au club         | 2014         |
| David Strettle                                   | Ailier           | 23 juin 1983      | Angleterre           |               | Saracens              | 2015         |
| Scott Spedding                                   | Arrière          | 4 mai 1986        | France               |               | Aviron Bayonnais      | 2015         |
| Nick Abendanon                                   | Arrière          | 27 août 1986      | Angleterre           |               | Bath                  | 2014         |

## Statistiques

### Statistiques collectives
Attaque
Défense

### Statistiques individuelles
Meilleur réalisateur